# Nikos Ganos
Nikos Ganos řecky Νίκος Γκάνος (* 22. července 1983) je řecký zpěvák známý také pod uměleckým jménem Nicko. Je považován za jednoho z hlavních představitelů řecké hudební dance scény.

## Kariéra
V roce 2004 participoval v první a jediné sérii Super Idol – bývalé řecké verzi britské talentové show Pop Idol.
Byl v "Bottom 2 nebo 3" mezi týdnem 4. až 7. a byl vyřazen v 8. týdnu (týden před finalou částí soutěže), což stačilo na 3. místo v soutěži.
Od té doby pokračoval v uvolňování singlů, které se staly v Řecku hity a pracoval s některými největšími jmény řecké hudební scény jako jsou Giannis Parios (Γιάννη Πάριο), Kaiti Garbi (Καίτη Γαρμπή), Giorgos Mazonakis (Γιώργος Μαζωνάκης) a Marinella (Μαρινέλλα).
V roce 2010 vydal píseň "Last Summer", který byl nejúspěšnějším singlem v Řecku toho roku a v roce 2011 s ním vystupoval živě v řeckém The X Factoru. Roku 2012 vystoupil s písní "Break Me In The Dark" (remixem singlu "Break Me") se zpěvačkou Katerinou Stikoudi na hudebních cenách televize MAD.
V roce 2013 vydal svůj nový singl "I'm in love". Od dubna 2013 Nikos soutěžil v první sérii řecké Tvá tvár se mi zdá povědomá. Každý týden přetvořil a zahrál píseň slavných zpěváků jako jsou George Michael, Justin Timberlake, John Lennon, Notis Sfakianakis, Justin Bieber, Giorgos Mazonakis, Prince, Zozo Sapountzaki a Sertab Erener (vítězka Eurovision Song Contest 2003).
Nikos sám projevil v minulosti zájem o reprezentaci Řecka na Eurovision Song Contest.

## Osobní život
Nikos se narodil a žije v Aténách, v Řecku. Má 3 tetování.

## Diskografie

### Alba
- 2010: Brosta «Μπροστά»[7][8]

### Singly
- "Koita ti ekanes" «Κοίτα τι Έκανες» (2010)
- "Efyga" «Έφυγα» (2010)
- "Sexy Love" ft. residence Deejays & Frisco (2010)
- "Last Summer" (2010)
- "Poso Akoma" «Πόσο Ακόμα» (2010)
- "Break Me" (2011)
- "This Love is Killing Me" (2011)
- "Say My Name" (2012)
- "I'm in Love" (2012)
- "Time After Time" (2013)
- "Νέα μέρα" (2013)
- "Monos" (2014)